# گرینبریر
گرینبریر (انگلیسی: Greenbrier) شرکت ترابری آمریکایی است، که در سال ۱۹۸۱ تأسیس شد.